# ペンシルベニア・オイルラッシュ

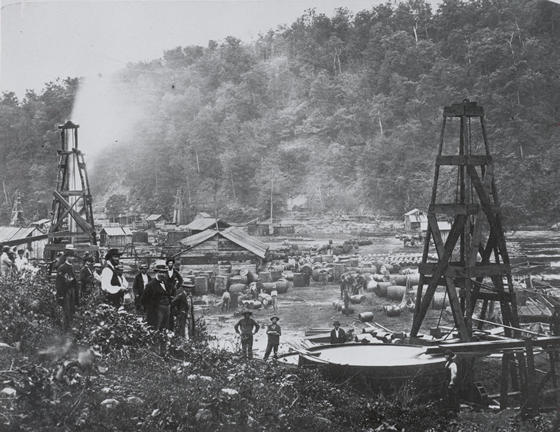
ペンシルベニア州の油田。1862年

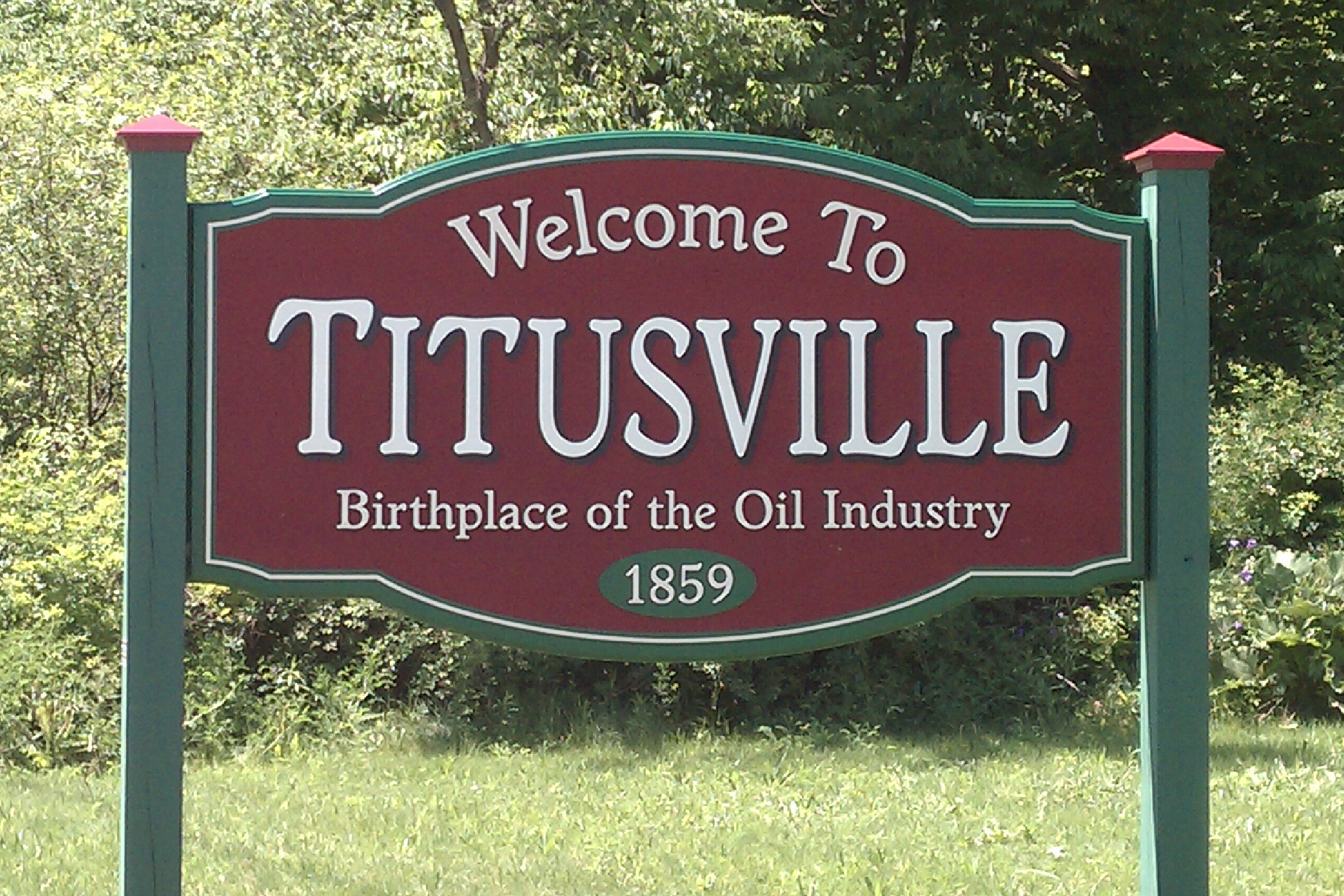
ペンシルベニア州タイタスヴィル入口の看板
「石油産業の発祥地 1859年」とある

ペンシルベニア・オイルラッシュ(Pennsylvania oil rush) は、1859年から1870年代初頭に北西ペンシルベニアで起きた石油生産ブームである。アメリカ合衆国における最初の石油ブームであった。
オイルラッシュはペンシルベニア州タイタスヴィル(Titusville) のオイルクリーク(Oil Creek)谷でエドウィン・ドレーク(Edwin L. Drake)大佐 が「石の油」(rock oil)を掘り当てた時に始まった。タイタスヴィルおよびオイルクリーク沿いの町々は油井と製油所の増加に合わせ急速に拡大した。 石油はすぐにアメリカで最も価値のある取引商品(commodities)になり、石油を積出すために西ペンシルベニアまで鉄道が延伸された。
1870年代半ばまでに石油産業は十分確立し、ただ油井を掘って生産をコントロールするだけの「ラッシュ」は終わった。
ペンシルベニアの石油生産は1891年にピークを迎え、その後、テキサス州やカリフォルニア州などの西部諸州に追越された。だが、いくつかの石油産業は今もペンシルベニアに残っている。

## ラッシュ前史

### ペンシルベニア石油会社以前の歴史
石油(petroleum)が一般的な燃料として用いられる以前、油(oil)は広く使われていた。ペンシルベニアでは先住民の部族達が何世紀もの歴史を持つシープ(seep:浸み出し)で見つけた油を使い続けていた。初期のヨーロッパ人の探検家達はオイルクリークに沿って掘られた凹みの証拠を見つけた。先住民部族はそこで軟膏、虫除け、化粧(皮膚彩色)として、また宗教儀式で用いる油を集めていた。

これらのオイルシープ(油が気体か液体の形で自発的に出ている場所)は北ペンシルベニア一帯で普通だった。 18世紀を通じて、フロンティアが西ペンシルベニアに拡大するにつれ、その地域は表土の下を流れる油で知られるようになり、その時代の地図にはただ「石油」と記載されていた。しかし誰も原油を利用することを知らなかったので地図の記載は主に黒い土壌を見つけた農家が収穫を台無しにしないように提供されていた。

時が経つにつれ、新たな利用法が開拓され始めた。原油はランプの光源として鯨油の代替品として使われ始め、発明家や科学者たちはエネルギーを含む他の可能な利用法をテストし始めた。

#### 石油に関するキアーの実験
オイルシープは西ペンシルベニア中で湧き出していたので、石油以外の抽出産業、特に塩を採るための塩水井を掘削していた企業に困難をもたらした。当時、地域でこの事業は一般的だったが、シープから塩水井に漏れ出す油によって、はるかに困難になった。1849年、サミュエル・キアー(Samuel Kier)は自己所有の塩水井から油を抽出し始めた。更なるテストを経て、キアーは自分の妻に処方された薬用油が自分の井戸から見つかった油と化学的に同じものだと気付いた。

キアーは自分の油を治療用として売り始め、その利益で富を築いた。更にキアーの油をそれ以外の用途に利用する方法が探究された。

1850年代に入ると、キアーは井戸の塩水から油を分離することを止め直接、原油を掘削し始めた。掘削でオイルを取り出した後、キアーは最初の製油所を建設するためにジョン・カークパトリック(John T. Kirkpatrick)と手を結んだ。すぐにキアーとカークパトリックは照明に使える油を蒸留した。数年後、キアーは多くの時間を費やして精製過程を改良し、最も澄み最も効率的な照明用の油を製造した。彼はその油を「カーボンオイル(carbon oil)」と名付けた。 その油と共に用いるために、キアーはほとんど悪臭や煙を出さないオイルランプを発明した。これはキアーを儲けさせたが、決してランプの特許を取らなかった。

### ペンシルベニア石油会社
キアーの実験の噂が広まり始めてすぐ、ジョージ・ビッセル (実業家)(George Bissell :ニューヨークの法律家)は西ペンシルベニアでキアーが生み出した成功の風をつかんだ。1854年、ビッセルは、イェール大学の化学者 ベンジャミン・シリマン(Benjamin Silliman, Jr.)から西ペンシルベニアでの原油採取の将来性(viability)を評価するよう依頼された。 オイルクリーク谷での原油をランプ用に蒸留して利益が得られる見通しを受けて、ビッセルはペンシルベニア石油会社(Pennsylvania Rock Oil Company)を設立した。

この会社はニューヘイブン (コネチカット州)からやって来た裕福なビジネスマンや銀行家によって設立された。その中で有名な株主は銀行家ジェームス・タウンゼント(James Townsend)だった。

1857年、ビッセルとタウンゼントはタイタスヴィルに派遣して原油を掘削させるためにエドウィン・ドレーク(Edwin Drake)を雇い入れた。ドレークは解雇された元車掌(railroad conductor)で 、この新しい仕事に対する唯一の資格はタイタスヴィルへの旅行を可能にする鉄道フリーパスを所持している事だった。

ドレークは幾つかの用地を確保し、そこに石油が豊富で石油産業が極端に儲かりそうだと報告しに戻った。 1858年、ペンシルベニア石油会社はドレークを社長としてセネカ石油会社(Seneca Oil Company)になった。

### ドレーク石油を掘り当てる
間も無く、ドレークはタイタスヴィルのオイルクリーク近くの川岸で石油の掘削を開始した。しかし当初はほとんど成功しなかった。 彼は掘削に古い蒸気エンジンを使った。

彼の掘削サイトの多くは、ごく少量の石油しか産出しなかった。ドレークと助手の鍛冶工ビリー・スミス(Billy Smith)は火事、資金の引揚げや地域住民の嘲笑に耐えた。

セネカ石油が資金提供を諦め撤退を決定した時、ドレークは掘削を続けるための信用供与を個人的な伝手を使って取り付けた。1859年8月27日ドレークの油井は地表下21メートルで石油を掘り当てた(資金が尽きる寸前だった)。この発見は西ペンシルベニアの人々にドラスティックな変革の始まりを告げるものだった。

彼の掘削方法は「石油の大規模商業抽出の嚆矢」と考えられている。

しかしドレークにとって不幸なことに成功は長続きしなかった。ドレークは地域でそう多くの土地を買わなかったので、石油産業は彼の支配の届かない世界にまで爆発的に拡大した。彼の最初の油井は程々の利益しかもたらさず、セネカ石油会社から解雇された。ドレークは決して自分が開発した掘削法の特許を取らず、石油ビジネスで儲けたそこそこの利益もウォール街での投機で失った。

彼は結局、貧しい年金生活者として1880年に死んだ。

## ラッシュ
すぐにこの地域はセネカ石油会社その他によって掘削された油井で一杯になった。ペンシルベニアのオイルブームは多くの点で、10年前のカリフォルニアのゴールドラッシュと似ていた。初年度(1859年)、これらの油井は4500バレル(720m³)生産したと伝えられている。

タイタスヴィル、オイルシティーやピットホール (ペンシルベニア州)のような新興都市が数年も経たずに興り立ち、Reverend S. J. M. Eaton(初期の郷土史家)は1866年にオイルクリーク谷は余りにも密集し過ぎているので、町と隣町の境界線が識別できないことを観察した。

5年も経たない内に、タイタスヴィルの人口は250人から1万人以上に激増し1866年には市になった. 1862年と1868年の間に、掘削機器を供給する製鉄所と8つの製油所が設立された. 1865年の5ヶ月程で、ピットホールは4軒の丸太小屋(log-cabin farmhouses)から50軒以上のホテルが立ち並ぶ活気のある都市へ拡大した。

原油の年間国内生産はドレークの「発見」の年である1859年の2000バレル(320m³)から1869年の400万バレル(64万m³)、更には1873年の1000万バレル(160万m³)にまで膨れ上がった。

ヨーロッパで進行中の産業発展がこの急速な拡大に拍車をかけた。1860年代、ヨーロッパ特にイギリスの工場が安価なアメリカの石油を大量に輸入をし始めた。1866年までにアメリカの石油輸出量は国内市場の流通量をはるかに超過し、その輸出額は1865年の1600万ドルから1869年の3000万ドルへとほぼ倍増した。この期間に、石油はアメリカの輸出金額の6番目から2番目に跳ね上がった。オイルブームの最盛期、ペンシルベニアの油井は全世界の原油の3分の1を生産していた。

### 輸送
オイルラッシュの最初の数年間、高い陸上輸送コストはオイルクリークの多くの油井オーナーがアレゲニー川の舟運で(材木生産者が行なっていた様に)製品を出荷するよう駆り立てた。

数十年に渡って、丸太は「池洪水」(pond freshets: 川沿いに設けられたダムmilldamを決壊させる)として知られる人工的な洪水によって運ばれていた。これらの池洪水は一度に800隻にも及ぶ原油を積んだ小舟(skiff)を下流に運ぶことができた。ほとんどの舟は700から800バレル(110から130㎥)の原油を積載できたが、 その3分の1は出航前に漏れ出し、残り3分の1はピッツバーグに到着した時には失われていた。更に薄っぺらな舟の5隻に2隻は岩、倒木、他の舟との衝突による破壊で、まともな輸送ができなかった。
1862年オイルクリーク鉄道会社(Oil Creek Railroad Company)はタイタスヴィルをペンシルベニアのコリー (ペンシルベニア州)(Corry)で、フィラデルフィア・アンド・エリー鉄道(Philadelphia and Erie Railroad)およびアトランティック・アンド・グレート・ウエスタン鉄道(Atlantic and Great Western Railroad)と結ぶ鉄道線を完成させた。

新しい鉄道はより多くの人々をオイルクリーク谷に引き寄せ、池洪水に代わるより安全な原油樽の輸送方法を提供した。原油は馬車(horse-drawn wagon)で油井から鉄道へ運ばれた。1865年、パイプラインが油田から直接鉄道線まで敷設され、馬車輸送は終了した。

翌年、ファーマーズ鉄道Farmers Railroadは鉄路をペンシルベニアのペトロリウム・センター(Petroleum Center)からオイルシティまで20km南へ延伸した。 1871年2月、ユニオンシティー&タイタスヴィル鉄道(Union City & Titusville Railroad: <UC&T>(これはオイルクリーク鉄道を完成させるために建設された)は完成した。UC&T は1871年7月により長いフィラデルフィア・アンド・エリー鉄道の一部となった。

### 企業合同とブームの終焉
ペンシルベニア・オイルラッシュは最初の10年間で石油市場に暴力的な揺り戻しを生み出した。1861年オイルクリーク谷中に増殖した油井は原油価格を1バレル10セントまで押し下げた。呼応して地域の生産者達は生産を制限してバレル4ドルの最低価格を維持するためにオイルクリーク協会(Oil Creek Association)を創設した。

努力にもかかわらず(状況は)1870年代初頭まで続いた。1871年までに年間製油能力は、実際処理量の2倍以上、1200万バレルにまで成長した。 ニューヨークの原油トレーダーの陰謀の輪が市場で関心を持たれているという噂への対応として、アメリカ初の原油取引所(oil exchange)は1872年1月にタイタスヴィルで設立された。

しかし10年が経過する内に、ジョン・ロックフェラーのスタンダード・オイルのような、より大きな生産者が地域の油井や製油所を併合し始め、オイルラッシュは下火になり始めた。
ペンシルベニアの石油生産は1891年にピークを迎えた。年間3100万バレル生産し、全米生産量の58パーセントだった。しかしペンシルベニアの油田が全米生産量の過半数を占めたのは1892年が最後となった。1895年にはオハイオが石油生産者としてペンシルベニアを追い越した。油田の枯渇とテキサス、カリフォルニア、オクラホマでの大規模油田の発見によってペンシルベニアのシェアは1907年までに全米生産量の10パーセント以下に低下した。

1901年までにペンシルベニアの石油ブームは終了した。1882年のスタンダード・オイル・トラストの設立はペンシルベニアの石油産業の独占を効率的に確立し、 テキサス、カリフォルニア、ワイオミングでの石油の発見は、関心をペンシルベニア以外に向かわせた。

ペンシルベニアは 20世紀の大半、重要な石油生産地であり続けたが、オイルクリーク谷は永遠に輝きを失った。

## 参照
- アメリカ合衆国における石油産業の歴史（英語版）
- オハイオ・オイルラッシュ（英語版）
- テキサス州の石油ブーム
- ノースダコタ州の石油ブーム（英語版）